# پاشینگ
پاشینگ (به آلمانی: Pasching) یک منطقهٔ مسکونی در اتریش است که در ناحیه لینتس لند واقع شده‌است. پاشینگ ۱۲٫۴۸ کیلومتر مربع مساحت دارد ۲۹۵ متر بالاتر از سطح دریا واقع شده‌است.